# Parte Vieja

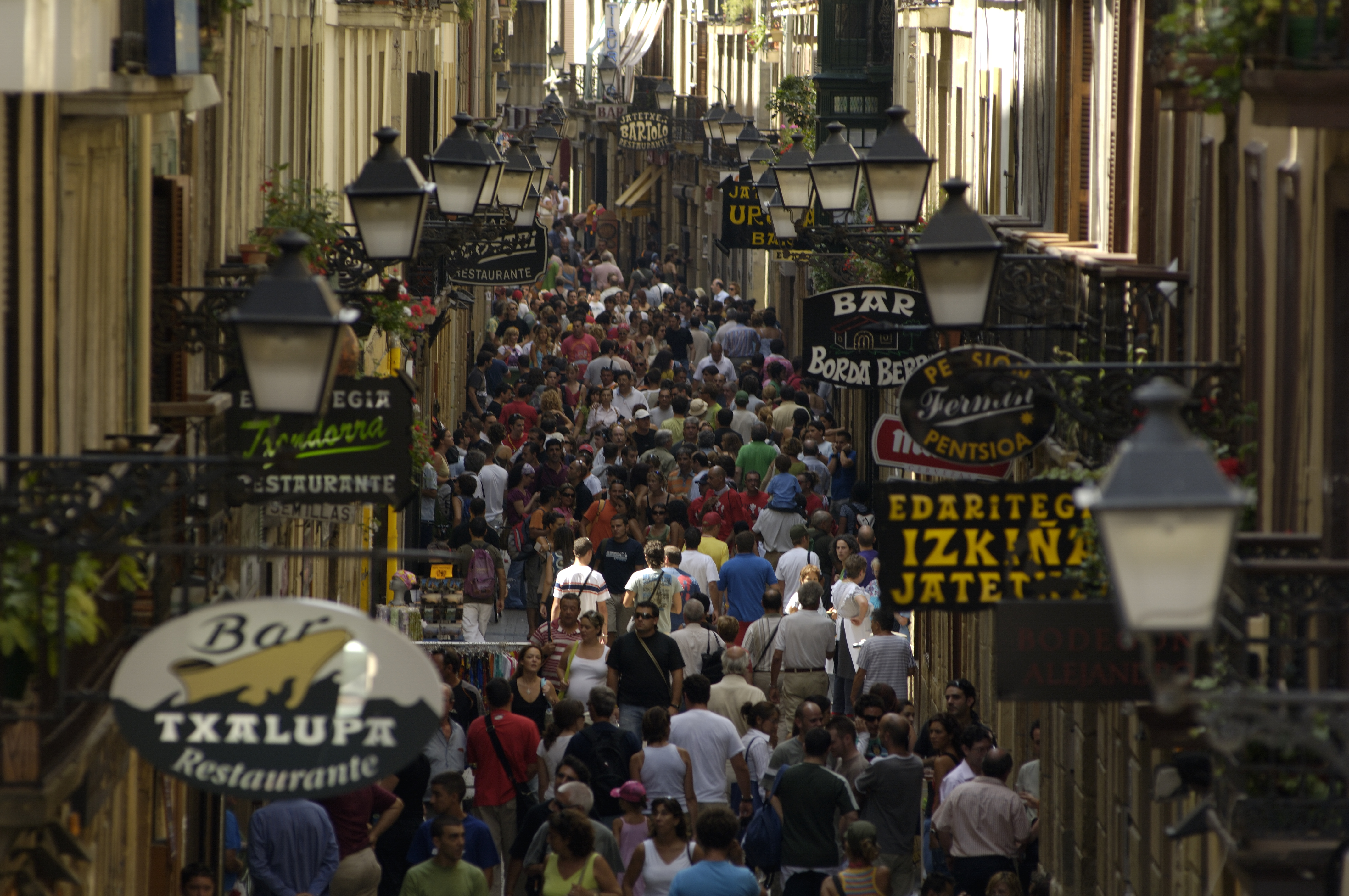
Parte Vieja de San Sebastián, calle de Fermín Calbetón

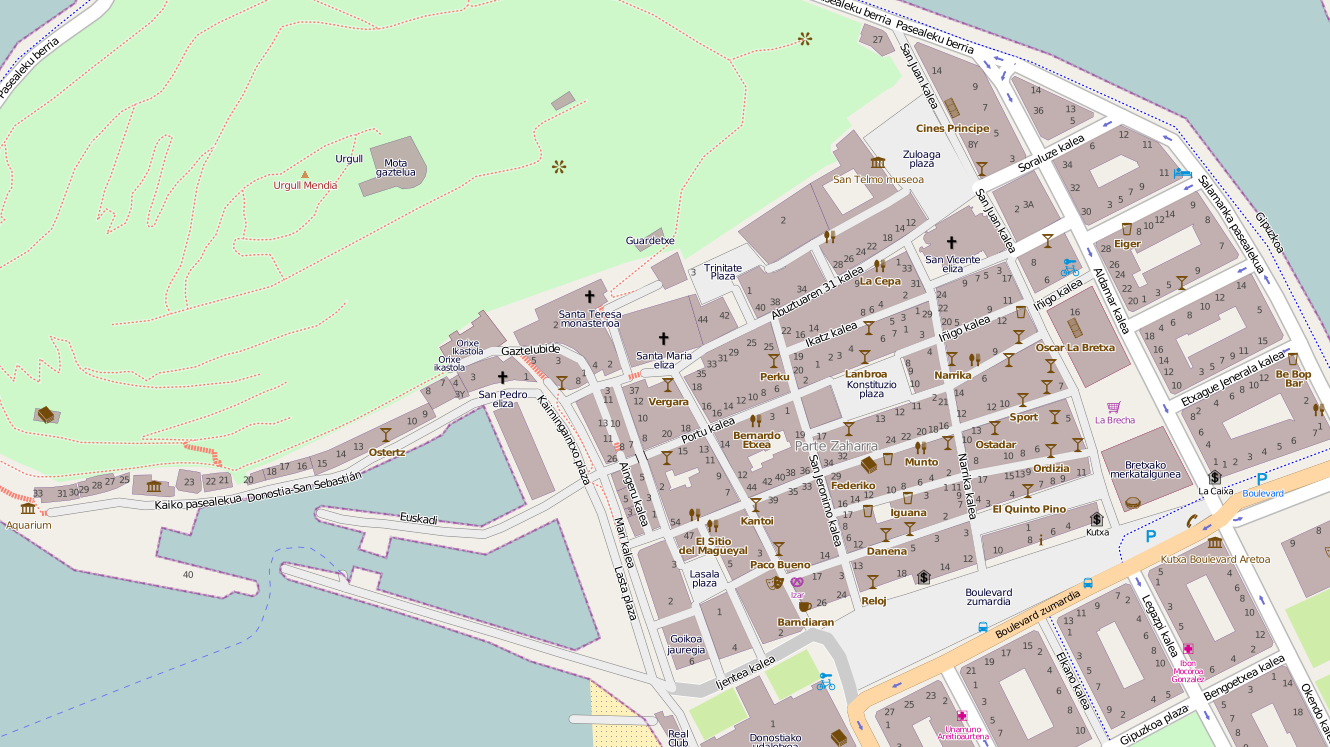
Mapa de la Parte Vieja

La Parte Vieja (en euskera: Parte Zaharra, a veces Alde Zaharra) es la zona correspondiente al casco histórico de la ciudad de San Sebastián, País Vasco, España. Encuadrada en el distrito de Centro, sus límites se corresponden con los de la antigua ciudad amurallada donostiarra. Se encuentra a los pies del monte Urgull y comprende el puerto de la ciudad. Cuenta con 6083 habitantes censados.

## Historia
Este va a ser el San Sebastián urbano desde su fundación a finales del siglo XII hasta el derribo de las murallas en 1863. De las antiguas murallas se conservan algunos restos en la zona del puerto (incluyendo una de las antiguas puertas denominada Portaletas). Sin embargo, el trazado del barrio es relativamente reciente, ya que se remonta al primer tercio del siglo XIX. Ello se debe al hecho de que la ciudad fue destruida prácticamente en su totalidad por el incendio y saqueo provocado por las tropas angloportuguesas durante la liberación de la ciudad el 31 de agosto de 1813, durante la Guerra de Independencia española.
Del incendio únicamente se salvó una manzana de casas en la calle de la Trinidad (bautizada posteriormente como 31 de agosto), donde se alojaban los oficiales ingleses y portugueses; y los edificios religiosos que por entonces tenía la ciudad: la basílica de Santa María del Coro, la iglesia de San Vicente y el convento de San Telmo -actualmente parte del Museo San Telmo-.
Destruida la ciudad, se reconstruyó en los 36 años siguientes, surgiendo así la actual Parte Vieja. El 22 de abril de 1863 se autorizó el derribo de las murallas según Real Orden por la que la ciudad dejó de ser plaza de guerra. En aquel momento San Sebastián tenía unos 15000 habitantes, de los que 10000 vivían en el recinto amurallado, de unas 10 hectáreas de superficie.